# John Hastie
Pas d'image ? Cliquez ici

b Matchs officiels uniquement.
John Dickson Hart Hastie, né le 16 mars 1908 à Peebles et mort le 19 janvier 1965, est un joueur de rugby à XV qui a évolué au poste de talonneur pour l'équipe d'Écosse en 1938.

## En équipe nationale
John Hastie a eu sa première cape internationale à l'âge de 29 ans le 5 février 1938, à l'occasion d’un match contre l'équipe du pays de Galles. Il évolue pour l'équipe d'Écosse qui remporte la triple couronne en 1938. John Hastie connaît sa dernière cape internationale à l'âge de 30 ans le 19 mars 1938, à l'occasion d'un match contre l'équipe d'Angleterre.

## Statistiques en équipe nationale
- 3 sélections avec l'équipe d'Écosse
- Sélections par année : 3 en 1938.
- Tournois britanniques de rugby à XV disputés : 1938.